# Phasia mathisi
Phasia mathisi är en tvåvingeart som beskrevs av Sun 2003. Phasia mathisi ingår i släktet Phasia och familjen parasitflugor. Inga underarter finns listade i Catalogue of Life.